# Liste der Abkürzungen antiker Autoren und Werktitel
Die den Buchstaben entsprechenden Seiten finden sich mit Hilfe der folgenden Navigationsleiste:
Die Liste fasst die in wissenschaftlichen Werken gebräuchlichen Abkürzungen für die wichtigsten antiken Autoren und Werke zusammen. Sie ist ein Hilfsmittel zum Auflösen von Abkürzungen in wissenschaftlichen Texten. Zum Zitieren antiker Autoren in Wikipedia siehe „Wie zitiert man antike und mittelalterliche Autoren und Werke“.

## Inhalt und Benutzungshinweise
Als Standard für Abkürzungen von Autoren und Werken im deutschsprachigen Raum hat sich die Abkürzungsliste des Neuen Pauly (DNP) etabliert.
Hinsichtlich der Ausgabe und der Zitierweise (Abschnittsgliederung etc.) gilt der Indexband des Thesaurus Linguae Latinae, 2. Auflage 1990 als maßgeblich.
Erscheint bei einem Autor ein Werk ohne Abkürzung für das Werk, so kann das Werk lediglich mit Angabe des Autorenkürzels zitiert werden. Es handelt sich um Autoren, bei denen nur ein Werk überliefert ist, oder deren Bedeutung sehr weitgehend auf dem betreffenden Werk beruht. Anonyme Werke, Sammelwerke und allgemeine Abkürzungen sind altrosa unterlegt.
Varianten von Abkürzungen und Werktiteln werden in Klammern angegeben, insbesondere wenn es konkurrierende Abkürzungen eines griechischen und lateinischen Werktitels gibt.
Enthalten sind auch die Abkürzungen biblischer Bücher, wie sie in den Loccumer Richtlinien festgelegt sind. Siehe dazu die Liste biblischer Bücher. Außerdem Abkürzungen apokrypher christlicher Schriften und alternative Abkürzungen biblischer Bücher (zum Beispiel 1Reg = Regum liber prior = 1. Buch der Könige) entsprechend dem Abkürzungsverzeichnis des Reallexikon für Antike und Christentum. Biblische Bücher und christliche Schriften sind grau unterlegt. Bei diesen Abkürzungen wird meist auf Punkt und Zwischenraum verzichtet, d. h. anstelle von „Act. Barn.“ wird mit „ActBarn“ und anstelle von „1. Kön.“ wird mit „1Kön“ abgekürzt. Diese beiden Formen sollten als gleichwertig betrachtet werden und werden bei der Sortierung nicht unterschieden.
Auch Abkürzungen für Autoren und Werke aus Mittelalter und früher Neuzeit wurden aufgenommen, wenn sie im Kontext klassischer Philologie erscheinen und entsprechend zitiert werden.
Zudem sind einige in einschlägigen wissenschaftlichen Texten häufig gebrauchte Abkürzungen einzelner Sammelwerke, Nachschlagewerke, Wörterbücher und Referenzwerke wie zum Beispiel „FGrH“ für „Die Fragmente der griechischen Historiker“ oder „DNP“ für „Der Neue Pauly“ aufgenommen worden.
Nicht enthalten sind Abkürzungen für Papyri. Diese sind daran zu erkennen, dass die Abkürzung die Form „P. …“ hat. Beispiel: „P.NagHamm.“ steht für: „Nag Hammadi Codices. Greek and Coptic Papyri from the Cartonnage of the Covers. hrsg. von J. W. B. Barns, G. M. Browne und J. C. Shelton, Leiden 1981“. Eine Liste dieser Abkürzungen findet sich in:
John F. Oates u. a.: Checklist of editions of Greek, Latin, Demotic and Coptic papyri, ostraca and tablets. 5. Ausg. Bulletin of the American Society of Papyrologists, Supplement 9, 2001.
Eine ständig aktualisierte Online-Version findet sich auf der Webseite Papyri.info.
| Legende zu den Farben der Autoreneinträge | Legende zu den Farben der Autoreneinträge | Legende zu den Farben der Autoreneinträge | Legende zu den Farben der Autoreneinträge                                                      |
| ----------------------------------------- | ----------------------------------------- | ----------------------------------------- | ---------------------------------------------------------------------------------------------- |
|                                           | Autor                                     | Autor                                     | Autorenabkürzung                                                                               |
| SW                                        | Sammelwerk                                | Sammelwerk                                | Sammlung oder Sammelwerk (sowohl moderne als auch antike)                                      |
| AN                                        | Anonym                                    | Anonym                                    | Schrift eines einzelnen, unbekannten Autors                                                    |
| BS                                        | Biblische Schrift                         | Biblische Schrift                         | Schrift des AT oder NT (auch Apokryphen)                                                       |
| RS                                        | Rabbinische Schrift                       | Rabbinische Schrift                       | Mischna, Talmud und sonstige hebräische, nichtbiblische Schrift                                |
| X                                         | Sonstiges                                 | Sonstiges                                 | Abkürzung von Lexikon, Referenz- oder Nachschlagewerk, Schriftreihe etc.; allgemeine Abkürzung |

### Referenzwerke
- Homepage des Thesaurus Linguae Latinae

### Abkürzungssammlungen
- Abkürzungsverzeichnis für Althistoriker
- Archivschachtel (Auswahl aus DNP)
- Pegasus-Onlinezeitschrift
- Abkürzungen lateinischer Autoren (PDF) (46 kB)
- American Journal of Archeology, Abkürzungsliste für Standardwerke
- Checklist of Editions of Greek, Latin, Demotic, and Coptic Papyri, Ostraca, and Tablets

### Allgemeines
- Lexikon der antiken Literatur – Onlineversion des Lexikons von Rainer Nickel